# Humberto II de Saboia
Humberto II de Saboia “O Gordo” (1065 — 19 de dezembro de 1103) foi Conde de Saboia partir de 1080 até a sua morte em 1103. Também foi Conde de Maurienne

## Relações familiares
Foi filho de Amadeu II de Saboia (1030 - 23 de janeiro de 1080) e de Jeanne de Genève (1040 - ?), filha de Geroldo II de Genebra e de Gisèle. Casou com Gisela da Borgonha (1075 - 1133), filha de Guilherme I, Conde da Borgonha (1020 - 1087), Conde da Borgonha e de Étiennette de Longwy (? - 1088), de quem teve:
1. Amadeu III de Saboia,[2] (1095 — 30 de agosto de 1148), casou com Mafalda de Albom.
2. Guilherme de Saboia, bispo de Liège.
3. Adelaide de Saboia (1092 - 1154), foi casada com Luís VI de França e por conseguinte rainha consorte de França.
4. Inês de Saboia (faleceu em 1127), foi casada com Arcimboldo VI de Bourbon, Senhor de Borbon.
5. Humberto de Saboia.
6. Reginaldo de Saboia, foi abade de São Maurizio, Aosta.
7. Guildo de Saboia, abade de Namur.

## Brasões

Brasão de armas do Condado de Saboia
Brasão de armas do Ducado de Saboia